# Polepy (Boêmia Central)
Polepy é uma comuna checa localizada na região da Boêmia Central, distrito de Kolín.